# 海軍省
海軍省（かいぐんしょう、旧字体：海󠄀軍省）は、かつて存在した日本の中央官庁の一つ。旧日本海軍の軍政を司った機関である。主任の大臣は海軍大臣。軍令は最高司令官である天皇に直属する軍令部が担当する。1945年（昭和20年）にアメリカの占領軍により廃止された。

## 沿革

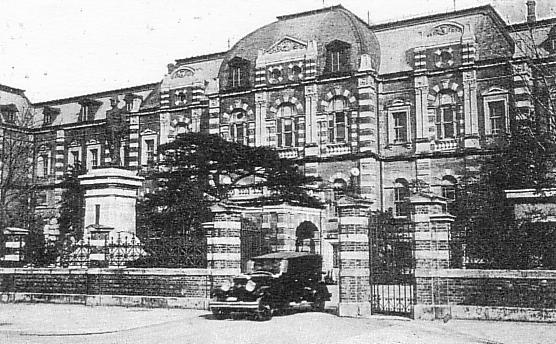
1930年代の海軍省

太政官布告第62号により、1872年4月5日（明治5年2月28日）に兵部省から独立。初期は軍政・軍令が未分化のところもあったが、明治憲法および関連法の施行の際に整理される。軍令は1886年（明治19年）発足の参謀本部が吸収し、1893年（明治26年）には海軍軍令部が最高機関として設置され、軍令を管轄する。軍務局を中心に海軍政策・軍備・人事や教育などを行った。
海軍省は内閣の省であり、長は海軍大臣で、天皇によって任命された。海軍大臣の職務は海軍軍人の監督など海軍軍政の管理であり軍令権は持たない。また、海軍大臣は1900年（明治33年）の官制以降は補任資格として海軍の現役将官であることが求められた。この補任資格は1913年（大正2年）の官制改正により現役に限る点が削除されたが、二・二六事件後の1936年（昭和11年）に再び現役制に戻っている。なお、軍縮会議などで海軍大臣が長期間日本国内にいない場合は内閣総理大臣による兼任や、臨時の海軍大臣を設けた。
1945年（昭和20年）11月30日の勅令第680号によって廃止され、第二復員省となった。この第二復員省は1946年（昭和21年）6月に廃止され、復員庁、引揚援護院第二復員局→引揚援護庁業務局→厚生省引揚援護局→援護局→社会・援護局を経て、2001年（平成13年）の中央省庁再編で厚生労働省社会・援護局となる。現在は、厚労省社会・援護局に援護企画課および援護・業務課の2つの課が設けられ、残務処理を担当している。

海軍省の財産は大蔵省国有財産局（現・財務省理財局）に一括整理された。海軍省の資料の一部は、防衛省防衛研究所・厚生労働省社会・援護局援護・業務課に引き継がれている。
建物は東京都千代田区霞が関にあった。ジョサイア・コンドルの設計により1894年に完成。海軍に功労のあった西郷従道、川村純義、仁礼景範の銅像も建てられた。終戦後は徐々に解体され、1985年に完全に撤去された。現在は中央合同庁舎第5号館（厚生労働省、環境省など）が建っており、同館の北東角に海軍省・軍令部の碑がある。

## 歴代幹部
| 代                     | 氏名              | 在職期間                           |
| ---------------------- | ----------------- | ---------------------------------- |
| ー                     | 欠                | 明治5年2月28日-明治6年10月25日     |
| 1                      | 勝安芳            | 明治6年10月25日-明治8年4月25日     |
| ー                     | 欠                | 明治8年4月25日-明治11年5月24日     |
| ２                     | 川村純義中将      | 明治11年5月24日-明治13年2月28日    |
| ３                     | 榎本武揚中将      | 明治13年2月28日-明治14年4月7日     |
| ４                     | 川村純義中将      | 明治14年4月7日- 明治18年12月22日   |
| 海軍大輔（太政官政府） |                   |                                    |
| ー                     | 欠                | 明治5年2月28日-明治5年5月10日      |
| １                     | 勝安芳            | 明治5年5月10日-明治6年10月25日     |
| ー                     | 欠                | 明治6年10月25日-明治7年8月5日      |
| ２                     | 川村純義中将      | 明治7年8月5日-明治11年5月24日      |
| ー                     | 欠                | 明治11年5月24日-明治14年6月16日    |
| ３                     | 中牟田倉之助中将  | 明治14年6月16日-明治15年10月12日   |
| ー                     | 欠                | 明治15年10月12日-明治16年12月13日  |
| ４                     | 樺山資紀 陸軍少将 | 明治16年12月13日- 明治19年3月6日   |
| 海軍次官               |                   |                                    |
| １                     | 樺山資紀中将      | 明治19年4月1日-明治23年5月17日     |
| ２                     | 伊藤雋吉少将      | 明治23年5月17日- 明治31年11月8日   |
| ３                     | 斎藤実 大佐       | 明治31年11月10日- 明治33年5月20日  |
| 海軍総務長官           |                   |                                    |
| １                     | 斎藤実少将        | 明治33年5月20日- 明治36年12月5日   |
| 海軍次官               |                   |                                    |
| １                     | 斎藤実少将        | 明治36年12月5日- 明治39年1月7日    |
| ２                     | 加藤友三郎少将    | 明治39年1月8日-明治42年12月1日     |
| ３                     | 財部彪少将        | 明治42年12月1日-大正3年4月17日     |
| ４                     | 鈴木貫太郎少将    | 大正3年4月17日-大正6年9月1日       |
| ５                     | 栃内曽次郎中将    | 大正6年9月1日-大正9年8月16日       |
| ６                     | 井出謙治中将      | 大正9年8月16日-大正12年5月25日     |
| ７                     | 岡田啓介中将      | 大正12年5月25日-大正13年6月11日    |
| ８                     | 安保清種中将      | 大正13年6月11日-大正14年4月15日    |
| ９                     | 大角岑生中将      | 大正14年4月15日-昭和3年12月10日    |
| 10                     | 山梨勝之進中将    | 昭和3年12月10日-昭和5年6月10日     |
| 11                     | 小林躋造中将      | 昭和5年6月10日-昭和6年12月1日      |
| 12                     | 左近司政三中将    | 昭和6年12月1日-昭和7年6月1日       |
| 13                     | 藤田尚徳中将      | 昭和7年6月1日-昭和9年5月10日       |
| 14                     | 長谷川清中将      | 昭和9年5月10日-昭和11年12月1日     |
| 15                     | 山本五十六中将    | 昭和11年12月1日-昭和14年8月30日    |
| 16                     | 住山徳太郎中将    | 昭和14年8月30日-昭和15年9月5日     |
| 17                     | 豊田貞次郎中将    | 昭和15年9月5日-昭和16年4月4日      |
| 18                     | 沢本頼雄中将      | 昭和16年4月4日-昭和19年3月1日      |
| 19                     | 沢本頼雄大将      | 昭和19年3月1日-昭和19年7月17日     |
| 20                     | 岡敬純中将        | 昭和19年7月18日-昭和19年8月5日     |
| 21                     | 井上成美中将      | 昭和19年8月5日-昭和20年5月15日     |
| 22                     | 多田武雄中将      | 昭和20年5月15日-昭和20年11月20日   |
| 23                     | 三戸寿中将        | 昭和20年11月20日- 昭和20年11月30日 |

## 内部部局

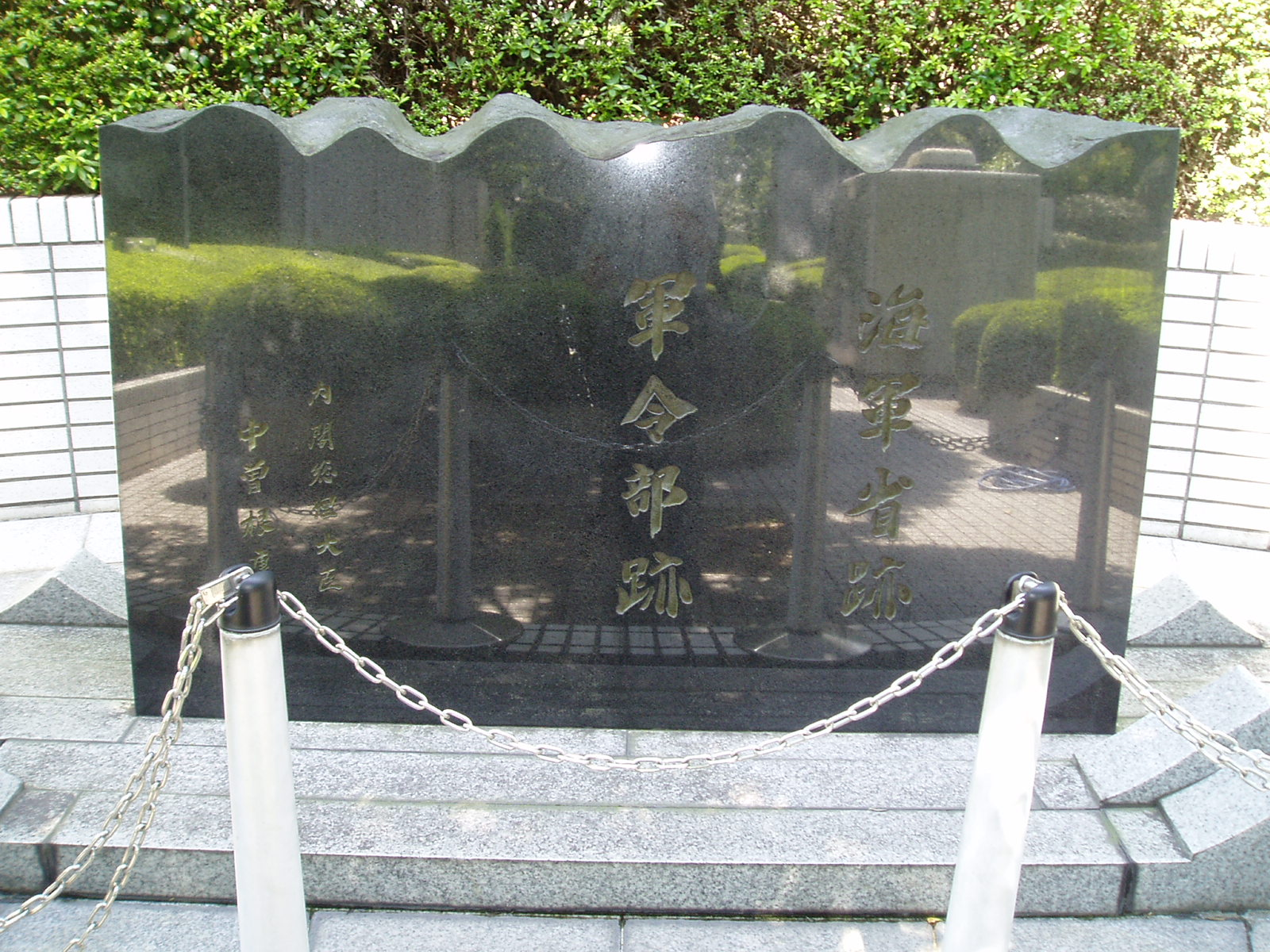
海軍省・軍令部の碑（現在の中央合同庁舎第5号館敷地内。揮毫者は中曽根康弘）

海軍省の各局の中で最も重要なポストは軍務局長であった。

### 沿革
- 明治5年 秘史局・翻訳局・軍務局・造船局・水路局・会計局
- 明治7年 事務課・記録課・文書課・軍事課・規定課・人別課・会計局
- 明治8年 事務課・記録課・文書課・人別課・会計局・兵器局
- 明治9年 事務課・記録課・翻訳課・軍務局・会計局・主船局・水路局・医務局
- 明治14年 事務課・記録課・翻訳課・規程局・軍務局・会計局・主船局・水路局・医務局・兵器局
- 明治15年 事務課・統計課・記録課・翻訳課・軍務局・規程局・会計局・主船局・水路局・医務局・兵器局
- 明治16年 内局・統計課・翻訳課・軍務局・規程局・会計局・主船局・水路局・医務局・兵器局・水雷局
- 明治17年
  - 2月 内局・軍事部・軍務局・規程局・会計局・主船局・水路局・医務局・兵器局・水雷局・調度局
  - 12月 総務局・軍事部・会計局・主船局・水路局・医務局・兵器局・水雷局・調度局
- 明治19年 大臣官房・軍務局・艦政局・会計局・文庫
- 明治22年 大臣官房・第一局（軍務）・第二局（艦政）・会計局
- 明治23年 大臣官房・第一局・第二局・第三局（会計）
- 明治26年 大臣官房・軍務局・経理局
- 明治30年 総務局（総務長官）・軍務局・人事局・医務局・経理局・司法局
- 明治36年 大臣官房（海軍次官）・軍務局・人事局・医務局・経理局・司法局
- 大正5年 大臣官房・軍務局・人事局・艦政局・機関局・医務局・経理局・法務局
- 大正9年 大臣官房・軍務局・人事局・軍需局・機関局・医務局・経理局・法務局
- 大正12年 大臣官房・軍務局・人事局・教育局・軍需局・機関局・医務局・経理局・建築局・法務局
- 大正13年 大臣官房・軍務局・人事局・教育局・軍需局・医務局・経理局・建築局・法務局
- 昭和15年 大臣官房・軍務局・兵備局・人事局・教育局・軍需局・医務局・経理局・建築局・法務局

### 軍務局
軍備・国防・服務・条約・礼式など海軍にかかわるあらゆる制度を分掌する。

#### 歴代軍務局長
| 代       | 氏名           | 在職期間                        |
| -------- | -------------- | ------------------------------- |
| １       | 樺山資紀中将   | 1886年1月29日 -1886年6月17日    |
| ２       | 井上良馨少将   | 1886年6月17日 - 1889年3月7日    |
| 第1局長  |                |                                 |
| １       | 井上良馨少将   | 1889年3月8日                    |
| ２       | 伊東祐亨少将   | 1889年3月8日 - 1893年5月20日    |
| 軍務局長 |                |                                 |
| １       | 伊藤雋吉中将   | 1893年5月20日 -1895年3月8日     |
| ２       | 山本権兵衛少将 | 1895年3月8日 - 1898年11月9日    |
| ３       | 諸岡頼之少将   | 1898年11月10日 -1900年5月20日   |
| ４       | 斎藤実少将     | 1900年5月20日 -1900年10月25日   |
| ５       | 上村彦之丞少将 | 1900年10月25日 -1902年10月29日  |
| ６       | 出羽重遠少将   | 1902年10月29日 -1903年10月27日  |
| ７       | 中溝徳太郎少将 | 1903年10月27日 -1904年2月3日    |
| ８       | 斎藤実少将     | 1904年2月3日 -1905年12月19日    |
| ９       | 加藤友三郎少将 | 1905年12月19日 -1906年1月8日    |
| 10       | 加藤友三郎少将 | 1906年1月8日 -1906年11月22日    |
| 11       | 武富邦鼎少将   | 1906年11月22日 -1908年5月15日   |
| 12       | 中溝徳太郎中将 | 1908年5月15日 - 1909年12月1日   |
| 13       | 栃内曽次郎少将 | 1909年12月1日 -1912年4月20日    |
| 14       | 江頭安太郎少将 | 1912年4月20日 -1913年1月10日    |
| 15       | 野間口兼雄少将 | 1913年1月10日 -1914年4月17日    |
| 16       | 秋山真之少将   | 1914年4月17日 -1916年2月21日    |
| 17       | 鈴木貫太郎少将 | 1916年2月21日 -1916年6月23日    |
| 18       | 小栗孝三郎少将 | 1916年6月23日- 1916年12月1日    |
| 19       | 井出謙治少将   | 1916年12月1日 -1920年8月16日    |
| 20       | 堀内三郎中将   | 1920年8月16日 -1922年5月1日     |
| 21       | 大角岑生少将   | 1922年5月1日 -1923年12月1日     |
| 22       | 小林躋造少将   | 1923年12月1日 -1927年3月25日    |
| 23       | 左近司政三少将 | 1927年3月25日 -1929年9月6日     |
| 24       | 堀悌吉少将     | 1929年9月6日 -1931年11月2日     |
| 25       | 豊田貞次郎少将 | 1931年11月2日 -1932年5月12日    |
| 26       | 寺島健少将     | 1932年5月12日 -1933年9月15日    |
| 27       | 吉田善吾少将   | 1933年9月15日 -1935年12月2日    |
| 28       | 豊田副武中将   | 1935年12月2日 -1937年10月20日   |
| 29       | 井上成美少将   | 1937年10月20日-1939年10月18日   |
| 30       | 阿部勝雄少将   | 1939年10月18日 -1940年10月15日  |
| 31       | 岡敬純少将     | 1940年10月15日-1944年7月18日    |
| 32       | 岡敬純中将     | 1944年7月18日 -1944年8月1日     |
| 33       | 多田武雄中将   | 1944年8月1日 -1945年5月15日     |
| 34       | 保科善四郎中将 | 1945年5月15日 -1945年11月17日   |
| 35       | 山本善雄少将   | 1945年11月17日 - 1945年11月30日 |

### 兵備局
1940年（昭和15年）11月15日発足。国家総動員・出師準備・動員・生産計画など戦争遂行の国家計画を分掌する。1945年3月1日、軍務局に統合される形で廃止。
| 代 | 氏名           | 在職期間                      |
| -- | -------------- | ----------------------------- |
| １ | 保科善四郎少将 | 1940年11月15日 - 1945年3月1日 |

### 軍需局
1920年（大正9年）10月1日発足。機械工学・燃料調達・需品管理などを分掌する。
| 代 | 氏名           | 在職期間                        |
| -- | -------------- | ------------------------------- |
| １ | 山口鋭少将     | 1920年10月1日 -1921年12月1日    |
| ２ | 山里重次少将   | 1921年12月1日 -1924年6月11日    |
| ３ | 藤原英三郎中将 | 1924年6月11日 -1924年12月20日   |
| ４ | 平塚保中将     | 1924年12月20日 -1925年8月1日    |
| ５ | 池田岩三郎中将 | 1925年8月1日 -1928年12月10日    |
| ６ | 清水得一中将   | 1928年12月10日 - 1929年11月30日 |
| ７ | 山下巍八郎中将 | 1929年11月30日 -1931年12月1日   |
| ８ | 杉政人中将     | 1931年12月1日 -1932年6月1日     |
| ９ | 牛丸福作中将   | 1932年6月1日 -1934年5月10日     |
| 10 | 小野寺恕中将   | 1934年5月10日 -1935年12月2日    |
| 11 | 上田宗重中将   | 1935年12月2日 -1936年12月1日    |
| 12 | 氏家長明中将   | 1936年12月1日 -1939年8月30日    |
| 13 | 御宿好少将     | 1939年8月30日 -1939年8月30日 -  |
| 14 | 鍋島茂明中将   | 1943年10月25日 -1945年5月1日    |
| 15 | 森田貫一中将   | 1945年5月1日 -1945年11月15日    |
| 16 | 秋重実恵少将   | 1945年11月15日 - 11月30日       |

### 人事局
1900年（明治33年）5月20日、大臣官房人事課を拡張。軍人軍属の人事管理、身分保障を分掌する。
歴代人事局長
- （心得）橋元正明 大佐：1900年5月20日 -
- 三須宗太郎少将：1901年7月3日 -
- 橋元正明少将：1903年12月28日 - 1905年11月13日
- （事務取扱）橋元正明中将：1905年11月13日 - 12月20日
- 小倉鋲一郎少将：1905年12月20日 - 1908年8月28日
- （事務取扱）小倉鋲一郎中将：1908年8月28日 - 12月10日
- 土屋保少将：1908年12月10日 - 1911年3月11日
- 江頭安太郎少将：1911年3月11日 - 1912年4月20日
- 山屋他人少将：1912年4月20日 - 1913年12月1日
- 鈴木貫太郎少将：1913年12月1日 -
- （兼）鈴木貫太郎少将：1913年12月1日 - 1914年5月27日
- （心）向井弥一 大佐：1914年5月27日 - 1915年12月13日
- 岡田啓介少将：1915年12月13日 - 1917年12月1日
- 谷口尚真少将：1917年12月1日 -
- 古川鈊三郎少将：1920年10月1日 -
- 山梨勝之進少将：1923年2月1日 -
- 左近司政三少将：1924年12月1日 - 1926年12月1日
- 藤田尚徳少将：1926年12月1日 -
- 松下元少将：1928年12月10日 -
- 阿武清少将：1930年12月1日 -
- 小林宗之助少将：1933年11月15日 -
- 清水光美少将：1936年12月1日 -
- 伊藤整一少将：1938年12月15日 -
- 中原義正少将：1940年11月28日 -
- 中澤佑少将：1942年12月10日 -
- 三戸寿少将：1943年6月15日 -
- 大野竹二少将：1945年5月7日 -
- 川井巌少将：1945年11月24日 - 11月30日

### 教育局
1923年（大正12年）4月1日、教育本部を縮小。海軍軍人の教育・国民への啓発活動を分掌する。
歴代教育局長
- 古川鈊三郎少将：1923年4月1日 -
- 白根熊三少将：1924年4月10日 -
- 野村吉三郎少将：1925年9月18日 -
- 末次信正少将：1926年7月26日 -
- 大湊直太郎少将：1928年12月10日 -
- 寺島健少将：1930年6月10日 -
- （兼）寺島健少将：1932年5月12日 -
- 後藤章少将：1932年6月16日 -
- 中村亀三郎少将：1933年11月5日 -
- 園田実少将：1934年9月20日 -
- 豊田副武少将：1935年3月15日 -
- 住山徳太郎少将：1935年12月2日 -
- 新見政一少将：1937年12月1日 -
- 草鹿任一少将：1939年11月15日 -
- 徳永栄少将：1941年4月4日 -
- 矢野志加三少将：1942年11月20日 -
- 高木惣吉少将：1944年3月1日 -
- 大西新蔵少将：1944年9月9日 -
- 高柳儀八中将：1945年5月5日 -
- （兼）上阪香苗少将：1945年8月20日 - 10月1日

### 経理局
予算決算の計画と執行、物品調達など金品の管理を分掌する。
歴代経理局長
会計局長
- 林清康主計総監：1886年1月29日 -
- 長谷川貞雄主計総監：1889年3月8日 - 1890年3月27日

第3局長
- 長谷川貞雄主計総監：1890年3月27日 - 1891年4月15日
- 本宿宅命主計総監：1891年4月20日 - 1892年12月31日
- （心）奈良真志主計大監：1893年1月4日 - 5月20日

経理局長
- 川口武定主計総監：1893年5月20日 -
- 村上敬次郎主計総監：1897年6月5日 - 1908年8月15日
- 福永吉之助主計総監：1908年8月15日 - 1912年5月10日
- 志佐勝主計総監：1912年5月10日 -
- 深水貞吉主計総監：1923年5月25日 -
- 永安晋次郎主計少将：1925年8月1日 -
- 加藤亮一主計少将：1927年4月13日 -
- 村上春一主計少将：1933年5月20日 -
- 武井大助主計中将：1938年5月2日 -
- 山本丑之助主計中将：1943年6月1日 - 1945年11月30日

### 医務局
医療研究および衛生管理を分掌する。
歴代医務局長
衛生部長
- 高木兼寛軍医総監：1886年1月29日 - 1889年4月22日

海軍中央衛生会議議長
- 高木兼寛軍医総監：1889年4月22日 - 1892年8月2日
- 実吉安純軍医総監：1892年8月6日 - 1893年5月20日

海軍衛生会議議長
- 実吉安純軍医総監：1893年5月20日 - 1897年4月1日

医務局長
- 実吉安純軍医総監：1897年4月1日 - 1905年12月12日
- 木村壮介軍医総監：1905年12月12日 - 1915年12月13日
- 本多忠夫軍医総監：1915年12月13日 -
- 鈴木裕三軍医少将：1919年12月1日 -
- 平野勇軍医中将：1923年12月1日 - 1925年12月1日
- 雨宮量七郎軍医中将：1925年12月1日 -
- 大貫安三軍医中将：1927年12月1日 - 1929年11月30日
- 小川龍軍医中将：1929年11月30日 - 1932年2月22日
- 国府田中軍医少将：1932年2月25日 -
- 高杉新一郎軍医中将：1934年11月15日 -
- 中野太郎軍医中将：1939年11月15日 -
- 田中肥後太郎軍医中将：1941年10月15日 -
- 保利信明軍医中将：1943年10月25日 -
- 有馬玄軍医少将：1945年11月29日 - 11月30日

### 機関局
1916年（大正5年）4月1日発足。機関の使用、機関将校以下の本務・教育に関する事項を分掌する。1924年（大正13年）12月20日に廃止。
歴代機関局長
- 市川清次郎機関中将：1916年4月1日 - 1921年9月1日
- 船橋善弥機関中将：1921年9月1日 - 1923年5月25日
- 平塚保機関中将：1923年5月25日 - 1924年12月20日

### 建築局
外局の「施設本部」を参照。
歴代建築局長
- 真島健三郎技師：1923年4月1日 - 1932年6月
- 前田与一技師：1932年6月 - 1933年9月14日
- 吉田直技師：1933年9月20日 - 1941年7月31日

### 法務局
海軍軍人の綱紀保持、軍法会議の運営など法制度を分掌する。
歴代法務局長
司法部長
- （兼）伊藤雋吉主理・中将：1897年4月1日 -
- 小森沢長政主理：1898年10月11日 -
- 土岐裕主理：1899年6月30日 - 1900年5月20日

司法局長
- 土岐裕主理：1900年5月20日 -
- （扱）加藤友三郎少将：1907年5月30日 - 1909年12月1日
- （扱）財部彪少将：1909年12月1日 -
- 内田重成主理：1913年9月30日 -　1916年4月1日

法務局長
- 内田重成主理：1916年4月1日 -
- 山田三郎法務官：1925年3月16日 -
- 潮見茂樹法務官：1936年3月28日 -
- 尾畑義純法務官：1941年4月1日 -
- 島田清法務少将：1944年11月1日 -
- 由布喜久雄法務少将：1945年11月20日 - 11月30日

## 海軍大臣に隷属する機関（海軍省外局）
- 海軍将官会議
- 海軍技術会議
- 海軍艦政本部：1900年（明治33年）5月20日発足。艦船・兵器の開発と生産計画を分掌する。
- 海軍航空本部：1927年（昭和2年）4月5日発足。航空機・飛行技術の開発と生産・教育計画を分掌する。
- 海軍教育本部：1923年（大正12年）4月1日解体、教育局に縮小。内局の「教育局」を参照。
- 水路部 - 海図製作・海洋測量・海象気象天体観測を分掌する。
- 海軍高等軍法会議
- 海軍東京軍法会議
- 海軍大学校
- 海軍兵学校
- 海軍機関学校（1944年兵学校へ統合により廃止）
- 海軍経理学校
- 海軍軍医学校
- 海軍潜水艦部[7]（1945年海軍特兵部へ統合により廃止）
- 海軍特攻部[8]（同上）
- 海軍特兵部[9]：1945年（4月15日）、海軍潜水艦部と海軍特攻部を統合[10]。「特兵」は「特攻兵器」を意味する[10]。
- 海軍電波本部[11]：1944年（昭和19年）4月20日、技術研究所を拡張。レーダー・無線兵器の研究開発を分掌する。
- 海軍施設本部[12]：1941年（昭和16年）8月1日、建築部を拡張。海軍施設の設計および敵前強行設営術を分掌する。
- 海軍化兵戦部[9]
- 海軍運輸本部[9]：1943年（昭和18年）6月25日、運輸部を拡張。陸上海上の一元輸送計画を分掌する。
- 海軍緊急戦備促進部
- 海軍船舶救難本部：1944年（昭和19年）12月30日発足。沈没損傷船の補充・修理計画、船員救難を分掌する。
- 練習連合航空総隊